# Fracción Bandera
Fracción Bandera är en ort i Mexiko.   Den ligger i kommunen Escuintla och delstaten Chiapas, i den sydöstra delen av landet, 800 km sydost om huvudstaden Mexico City. Fracción Bandera ligger 892 meter över havet och antalet invånare är 110.
Terrängen runt Fracción Bandera är kuperad söderut, men norrut är den bergig. Runt Fracción Bandera är det ganska tätbefolkat, med 111 invånare per kvadratkilometer. Närmaste större samhälle är Villa Comaltitlán, 16,6 km sydväst om Fracción Bandera. I omgivningarna runt Fracción Bandera växer i huvudsak städsegrön lövskog.